# Ancy-le-Franc
Ancy-le-Franc ist eine französische Gemeinde mit 837 Einwohnern (Stand: 1. Januar 2022) im Département Yonne in der Region Bourgogne-Franche-Comté; sie gehört zum Arrondissement Avallon und zum Kanton Tonnerrois (bis 2015: Kanton Ancy-le-Franc).

## Geographie
Ancy-le-Franc liegt etwa 44 Kilometer östlich von Auxerre. Umgeben wird Ancy-le-Franc von den Nachbargemeinden Ancy-le-Libre im Norden und Nordwesten, Gland im Nordosten, Chassignelles im Osten, Fulvy im Süden, Villiers-les-Hauts im Süden und Südwesten, Argenteuil-sur-Armançon im Westen und Südwesten sowie Pacy-sur-Armançon im Westen.

## Bevölkerungsentwicklung
| Jahr                      | 1962 | 1968 | 1975 | 1982 | 1990 | 1999 | 2006 | 2013 |
| Einwohner                 | 1056 | 1059 | 1236 | 1188 | 1174 | 1108 | 1089 | 958  |
| Quelle: Cassini und INSEE |      |      |      |      |      |      |      |      |

## Sehenswürdigkeiten
- Kirche Sainte-Colombe
- Schloss Ancy-le-Franc aus dem 16. Jahrhundert, seit 1983 Monument historique
- Grabeskapelle der Familie Le Cosquinot aus dem 16. Jahrhundert, seit 1925 Monument historique

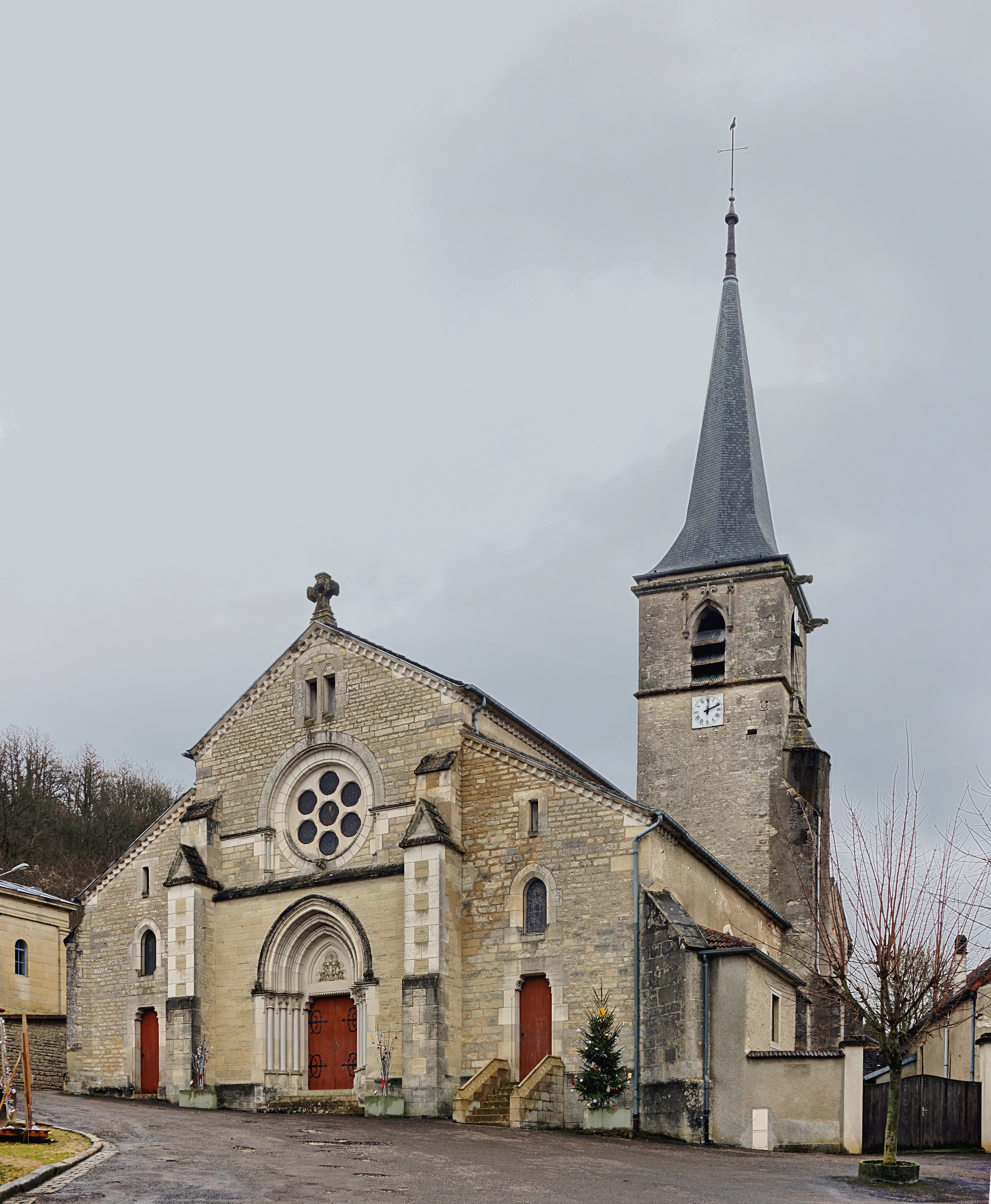
Kirche Sainte-Colombe
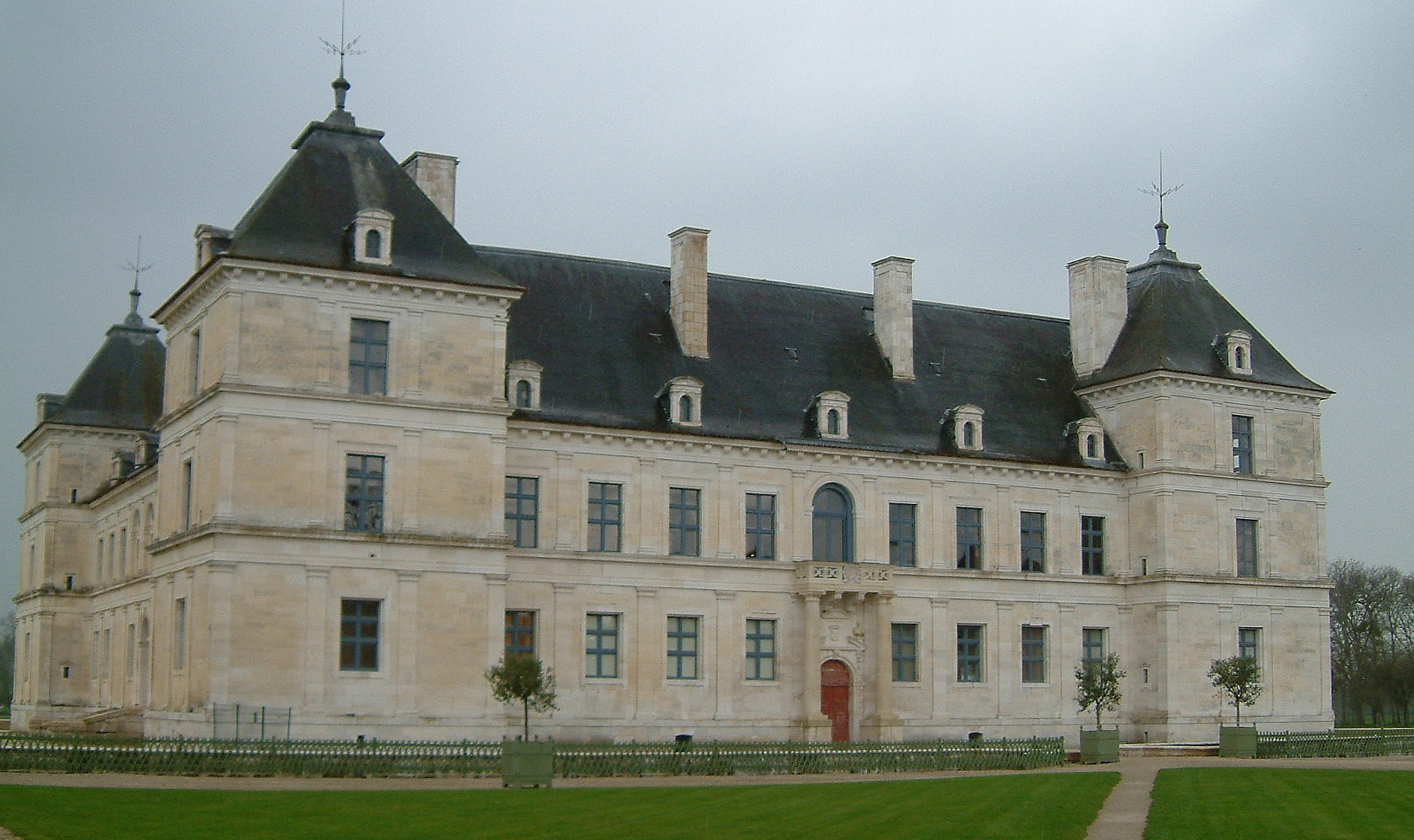
Schloss Ancy-le-Franc